# 키좀바
키좀바(Kizomba)는 원래 앙골라 출신의 댄스 및 음악 장르이다. "키좀바"라는 용어는 "파티"를 의미하는 킴번도 (Kimbundo)라는 언어 표현에서 유래한다.

## 역사

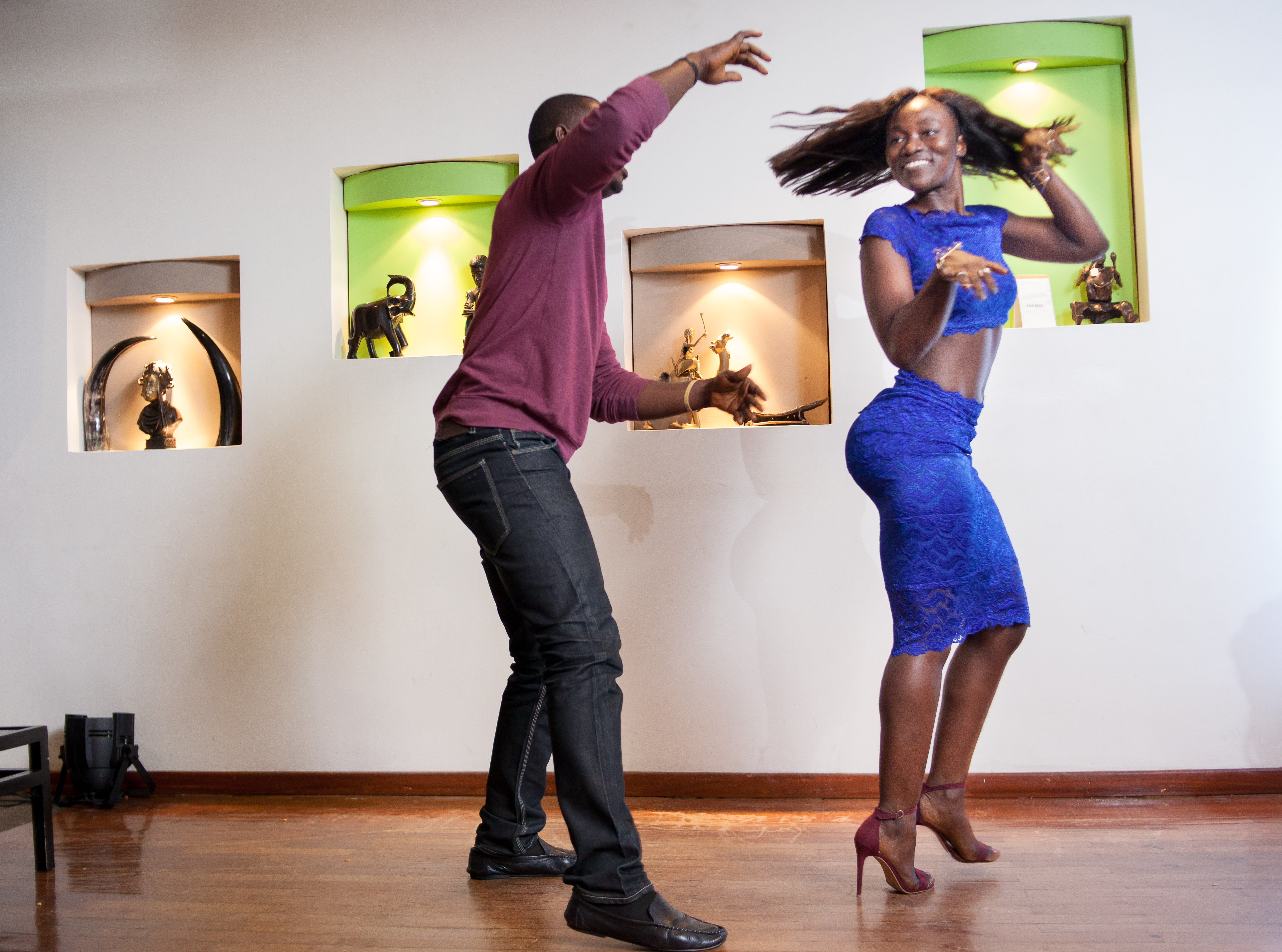
키좀바

키좀바는 Zouk (앤틸리스)의 주요 음악적 영향을받은 Luanda (앙골라)의 80년대 만들어졌으며 인기있는 앙골라 음악 스타일인 Semba를 기원으로 한다. Kizomba 가 무용이나 음악 장르로 존재하지 않았기 때문에 친구 사이의 큰 파티가 이미 60년대의 "Kizombadas"라고 언급 된 것과 관련이 있다. 15~16세기의 사람들은 이미 Semba와 앙골라의 다른 전통 무용을 추고 있었고 앙골라와 아프리카의 나머지 국가들은 15~16세기의 식민지 개척 기간 동안 다른 많은 문화의 영향을 받았기 때문에 다른 대륙의 다른 많은 춤 스타일도 즐기게 되었다. 그 결과 유럽 사회에서 넘어온 페어 스타일의 춤과 아프리카의 리듬이 융합되었다. 아르헨티나 와 쿠바 (탱고와 메렝게)와 같은 남미의 영향과 함께 유럽의 영향은 사람들이 "Kizobada" 스타일로 추는 방식을 바꾸었다. 앙골라 , 카보 베르데 , 포르투갈에서 인기가 있는 키좀바는 영국 , 프랑스 , 스페인 , 폴란드 , 덴마크 , 벨기에 , 스웨덴 , 벨로루시 , 리투아니아 , 이집트 , 스위스 , 세르비아 , 캐나다, 미국에서까지 춤을 춘다.
"kizomba"라는 단어가 Zouk에서 파생 된 모든 유형의 음악에 사용되며, 앙골라 출신이 아니더라도 마찬가지이다. 카보베르데에서 이 스타일의 음악은 카보 러브 (Cabo Love) 또는 카보 주크 (Cabo Zouk)로도 알려져 있다. Kizomba는 폭발성 및 전염성 외에도 매우 아름답고 관능적 인 춤으로, 최근 몇 년 동안 세상을 정복하고 있는 멜로디와 넋을 유혹하는 댄스이다. Kizomba는 현재 전세계 많은 댄서들에게 신선한 공기를 불어 넣고 있다. 새롭고 흥미로운 것을 가져 왔고, 부드러움과 쉬운 기본 단계로 인해 춤의 세계로 들어가기를 원하는 모든 사람들에게 완벽하다. 초보자가 익히기 쉽고 점차 다양한 패턴들을 허용한다. 각 단계별로 초심자가 다른 유형의 춤보다 훨씬 더 일찍 사회적인 춤의 즐거움을 즐기는 것을 허용한다. 남미에 이어서 아시아권에서도 저변을 넓혀 가고 있다. 키좀바 (Kizomba)는 춤을 추는 음악을 연주하고 커플의 친밀감에 따라 느리고 감각적인 움직임으로 극도로 가까운 댄스로 남자와 여자 사이에 훌륭한 리드와 팔뤄잉을 느낄수 있고 더 개방적인 댄스이다. 빠른 발걸음, 발걸음 및 트릭으로 춤을 추며 따뜻하고 독특한 경험을 제공하고, 반복적인 패턴들을 즐기고 싶게 만들어 당신의 정서를 안정시키는 데에도 큰 도움을 줄 것이다. Kizomba는 1980년대 앙골라에서 탄생 한 댄스와 음악 스타일이다. Kizomba 음악은 Zouk와 밀접한 관련이 있으며 전자악기와 타악기의 MIX로 EDM스타일의 느리고 감각적인 리듬으로 유명하다. Kizomba는 댄스로서 아프리카 댄스와 탱고 단계를 결합하는 매우 부드러운 방법을 강조한다. 사람들은 템포에 가깝게 포용하면서 가끔씩 Syncopation을 사용하여 춤을 춘다. 키좀바 춤은 매우 관능적이다. 음악은 연결하기 쉬운 맥박을 가지고 있다. 일단 춤을 시작하면 맥박이 음악과 당신의 파트너와 연결된다는 것을 느낄 수 있다.